# Salisbury (Maryland)
Salisbury é uma cidade localizada no estado americano de Maryland, no Condado de Wicomico. A cidade foi fundada em 1732, e incorporada em 1854.

## Demografia
Segundo o censo americano de 2000, a sua população era de 23.743 habitantes.
Em 2006, foi estimada uma população de 27.172, um aumento de 3429 (14.4%).

## Geografia
De acordo com o United States Census Bureau tem uma área de
29,6 km², dos quais 28,7 km² cobertos por terra e 0,9 km² cobertos por água. Salisbury localiza-se a aproximadamente 17 m acima do nível do mar.

## Localidades na vizinhança
O diagrama seguinte representa as localidades num raio de 12 km ao redor de Salisbury.